# Dorfkirche Tornow (Göritz)

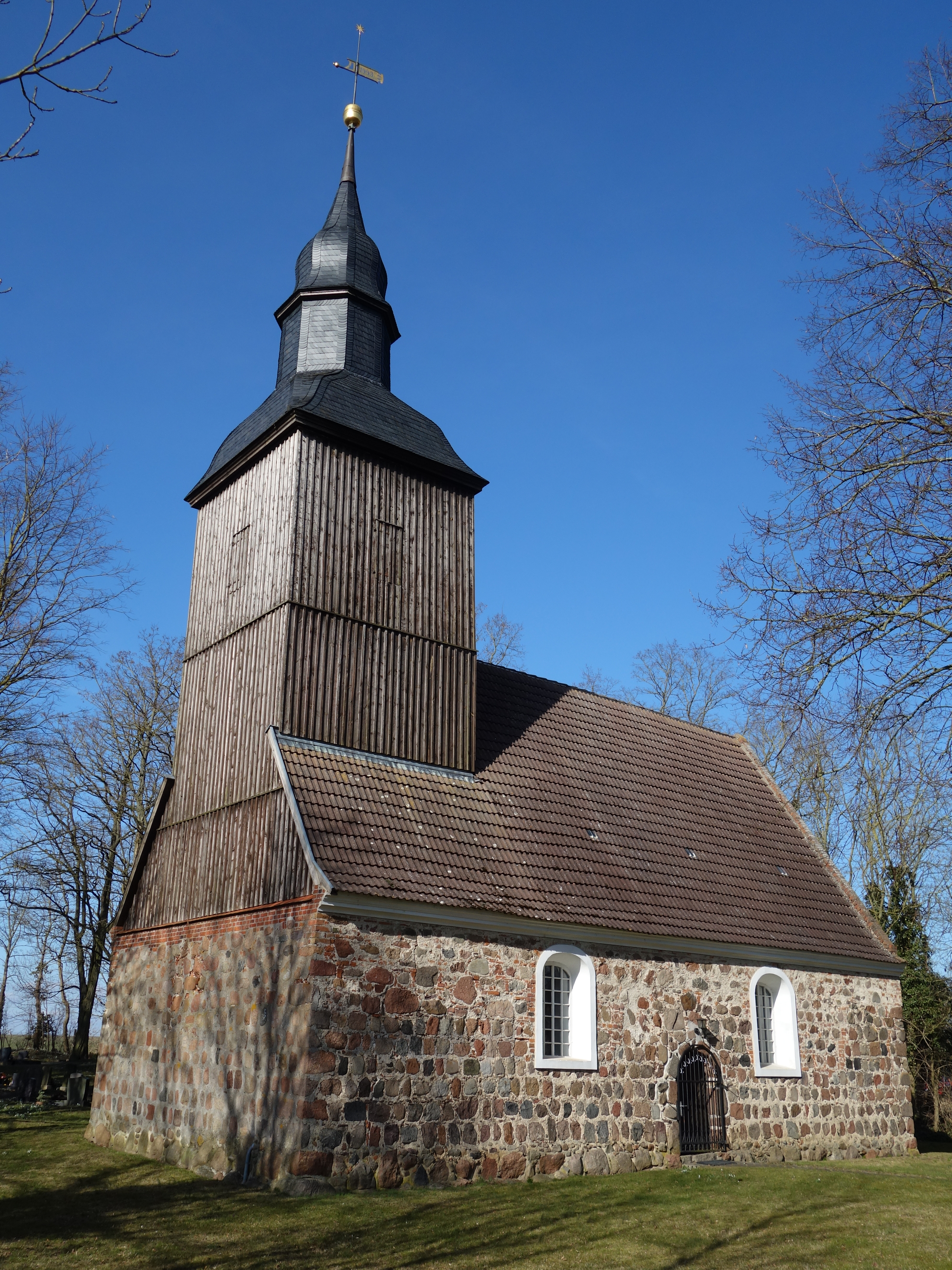
Dorfkirche Tornow (Göritz)

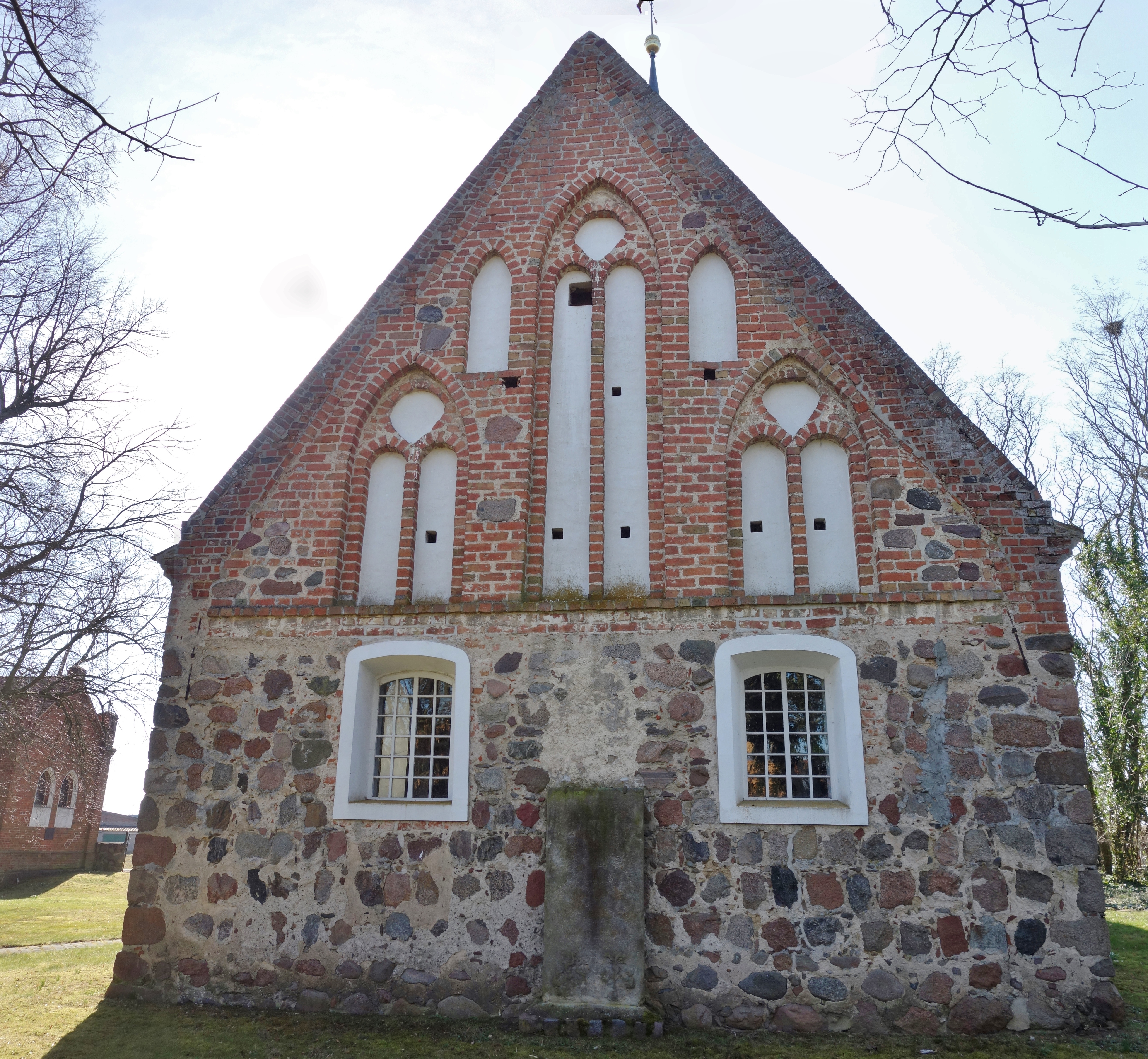
Ostansicht

Die evangelische Dorfkirche Tornow ist eine gotische Saalkirche im Ortsteil Tornow von Göritz im Landkreis Uckermark in Brandenburg. Sie gehört zur Kirchengemeinde Schönfeld im Kirchenkreis Uckermark der Evangelischen Kirche Berlin-Brandenburg-schlesische Oberlausitz.

## Geschichte und Architektur
Die Dorfkirche ist ein kleiner rechteckiger Feldsteinsaal. Sie stammt aus der ersten Hälfte des 14. Jahrhunderts. 1728 wurden die Fenster im Osten stichbogig, im Übrigen korbbogig verändert und innen erneuert. Gleichzeitig wurde der
verbretterte westliche Dachturm mit Haube und geschlossener Laterne aufgesetzt. In den Jahren 1991–1993 erfolgte eine Restaurierung.
Der Ostgiebel ist aus Backstein mit drei Maßwerkblenden gestaltet. Das Innere ist mit einer Balkendecke geschlossen; der Dachturm ruht auf zwei Holzstützen.

## Ausstattung
Hauptstück der Ausstattung ist ein weiß gefasster hölzerner Kanzelaltar mit zwei flankierenden Aufgängen und Schranken aus der Zeit um 1730; der von einem Dreiecksgiebel mit Strahlenkranz bekrönte Aufbau ist mit Skulpturen allegorischer Figuren und Putten verziert. Das Patronatsgestühl mit Baldachin und geschweiften Wangen stammt aus der Zeit um 1730; ein weiteres ist mit Blendbögen und Beschlagwerkpilastern geschmückt und stammt aus der ersten Hälfte des 17. Jahrhunderts.
Außen an der Ostwand steht ein verwitterter Inschriftgrabstein von 1717. Auf dem Kirchhof befindet sich das Erbbegräbnis, ein kleiner rechteckiger Backsteinbau mit Tudorbogen-Portal, Ecklisenen und Dreiecksgiebel, aus der Mitte des 19. Jahrhunderts. Drei Leuchter aus Zinn wurden 1810 geschaffen. Eine Glocke mit Inschrift stammt aus dem Jahr 1276.

## Orgel
Der Orgelprospekt wurde 1909 in den Formen von Altar und Patronatsstuhl gestaltet. Die Orgel ist ein Werk von Barnim Grüneberg aus dem Jahr 1908 mit vier Registern auf einem Manual und Pedal. Sie wurde 1992 durch Ulrich Fahlberg restauriert. Die Disposition lautet:
| Manual C–f3 |    |
| Principal   | 8′ |
| Gedackt     | 8′ |
| Salicional  | 8′ |

| Pedal C–c1 |     |
| Subbass    | 16′ |

- Koppel: Superoctavkoppel
- Auslöser
- Calcant